# Modalen
Modalen é uma comuna da Noruega, com 384 km² de área e 361 habitantes (censo de 2005).         